# Пшибернув (гміна)
Гміна Пшибернув (пол. Gmina Przybiernów) — сільська гміна у північно-західній Польщі. Належить до Голеньовського повіту Західнопоморського воєводства.
Станом на 31 грудня 2011 у гміні проживало 5238 осіб.

## Територія
Згідно з даними за 2007 рік площа гміни становила 228.68 км², у тому числі:
- орні землі: 38.00%
- ліси: 54.00%

Таким чином, площа гміни становить 14.14% площі повіту.

## Населення
Станом на 31 грудня 2011:
| Опис     | Загалом | Загалом | Чоловіки | Чоловіки | Жінки | Жінки |
| -------- | ------- | ------- | -------- | -------- | ----- | ----- |
| одиниця  | осіб    | %       | осіб     | %        | осіб  | %     |
| все      | 5238    | 100     | 2670     | 50.97    | 2568  | 49.03 |
| міське   | 0       | 100     | 0        |          | 0     |       |
| сільське | 5238    | 100     | 2670     | 50.97    | 2568  | 49.03 |

## Сусідні гміни
Гміна Пшибернув межує з такими гмінами: Волін, Ґоленюв, Ґольчево, Новоґард, Осіна, Степниця.